# Neoregelia roethii
Neoregelia roethii är en gräsväxtart som beskrevs av Wilhelm Weber. Neoregelia roethii ingår i släktet Neoregelia och familjen Bromeliaceae. Inga underarter finns listade i Catalogue of Life.